# Progomphus alachuensis
Progomphus alachuensis là loài chuồn chuồn trong họ Gomphidae. Loài này được Byers mô tả khoa học đầu tiên năm 1939.